# 連続的双対空間
関数解析学における位相線型空間の連続的双対空間（れんぞくてきそうついくうかん、英: continuous dual space）、位相的双対空間（いそうてきそうついくうかん、英: topological dual space）あるいは単に双対空間（そうついくうかん、英: dual space）は、位相線型空間を扱う際に典型的に注目される連続な線型汎関数全体の成す空間として生じる。これは位相線型空間 V の代数的双対空間 V∗ の線型部分空間で V′ で表される。
ユークリッド空間のような任意の「有限次元」ノルム空間もしくは位相線型空間に対しては、連続的双対は代数的双対に一致する。しかし任意の無限次元ノルム空間において不連続線型汎関数の例に見るように両者は一致しない。にも拘らず、位相線型空間論において不連続写像を考える必要はそれほどないので、わざわざ「連続的双対」や「位相的双対」とは言わずに単に「双対空間」と呼ぶことが多い。

## 双対空間
位相線型空間 V に対してその連続的双対空間あるいは（位相線型空間論の意味での）双対空間 V′ とは、V から係数体 F への連続線型汎関数 φ: V → F 全体の成すベクトル空間として定義される。
位相線型空間 V 上の連続的双対空間 V′ 上に位相を導入する標準的な方法が存在する。即ち、有界部分集合からなる任意のクラス {\displaystyle {\mathcal {A}}} はそれに属する集合上の一様収束の位相を V 上に定める。同じ位相は、A が {\displaystyle {\mathcal {A}}} を亙るときの、V 上の連続線型汎関数 φ に対する
{\displaystyle \|\varphi \|_{A}=\sup _{x\in A}|\varphi (x)|}
の形の半ノルムたちから生成される位相としても得られる。これはすなわち、汎関数 φi たちの成すネットが V 内の汎関数 φ に収束する必要十分条件が、クラス {\displaystyle {\mathcal {A}}} に属する任意の A に対して
{\displaystyle \|\varphi _{i}-\varphi \|_{A}=\sup _{x\in A}|\varphi _{i}(x)-\varphi (x)|\to 0\quad ({\text{as. }}i\to \infty )}
を満たすことであることを意味する。また（必ずしも仮定しなければならないわけではないが）通常は考えるクラス {\displaystyle {\mathcal {A}}} は、次のような条件
- V の各点は {\displaystyle {\mathcal {A}}} に属する適当な集合 A に含まれる、
- {\displaystyle {\mathcal {A}}} の任意の二元 A, B に対してその上界となる（つまり A ∪ B ⊂ C を満たす）集合 C が {\displaystyle {\mathcal {A}}} に属する、
- {\displaystyle {\mathcal {A}}} はスカラー倍に関して閉じている

などを満足することを仮定する。これらの条件がすべて満たされている時、対応する V′ 上の位相はハウスドルフとなり、また集合族
{\displaystyle U_{A}=\{x\in V:\|\varphi \|_{A}<1\}\qquad (A\in {\mathcal {A}})}
はその近傍基を与える。
ここに、三種類の非常に重要な特別の場合を挙げる。
- V′ 上の強位相は V の有界集合（英語版）上一様収束の位相（つまり、{\displaystyle {\mathcal {A}}} として V の有界部分集合全体の成すクラスをとったもの）である。V がノルム線型空間（例えばバナハ空間やヒルベルト空間）ならば V′ 上の強位相は{\displaystyle \|\varphi \|=\sup _{\|x\|\leq 1}|\varphi (x)|}なるノルムによって、ノルム空間（実は係数体が完備ならばバナハ空間）になる。
- V′ 上のステレオタイプ位相（英語版）は、V の全有界集合上一様収束の位相（つまり、{\displaystyle {\mathcal {A}}} として V の全有界部分集合全体の成すクラスをとったもの）である。
- V′ 上の弱位相は V の有限集合上一様収束の位相（つまり、{\displaystyle {\mathcal {A}}} として V の有限部分集合全体の成すクラスをとったもの）である。

これら三種類の位相は何れも、位相線型空間に回帰性（反射性）の一種を定める。

## 例
1 < p < ∞ なる実数 p に対して ℓp は数列 a = (an) で p-ノルム
{\displaystyle \|\mathbf {a} \|_{p}=\left(\sum _{n=0}^{\infty }|a_{n}|^{p}\right)^{1/p}}
が有限となるもの全体の成すバナハ空間空間である。このとき、q は 1/p + 1/q = 1 を満たすものとすれば ℓp の連続的双対は自然に ℓq と同一視される。即ち、各元 φ ∈ (ℓp)′ に対応する ℓq の元は数列 (φ(en)) で与えられる。ただし、en は標準基底ベクトルすなわち、n 番目の項が 1 でそれ以外はすべて 0 となるような数列である。逆に、数列 a = (an) ∈ ℓq に対応する ℓp 上の連続線型汎関数 φ は任意の b = (bn) ∈ ℓp に対して φ(b) = ∑n anbn と置くことにより与えられる（ヘルダーの不等式の項を参照）。
同様の仕方で、ℓ1 の連続的双対は有界数列全体の成す空間 ℓ∞ と自然に同一視される。さらには、上限ノルムに関して収束級数全体の成すバナハ空間 c および 0 に収束する数列全体の成すバナハ空間 c0 の連続的双対はともに ℓ1 と自然に同一視される。
急減少関数のなす空間 {\displaystyle {\mathcal {S}}(\mathbb {R} ^{d})} の連続的双対は緩増加超関数のなす空間 {\displaystyle {\mathcal {S}}'(\mathbb {R} ^{d})} である。
リースの表現定理によれば、ヒルベルト空間の連続的双対はふたたびヒルベルト空間を成し、元の空間と逆転同型になる。このことは、量子力学の数学的定式化において物理学者が用いるブラケット記法の根拠を与える。

## 連続転置写像
位相線型空間の間の連続線型写像 T: V → W の（連続的）転置 T' : W' → V' は、代数的な場合と同様に
{\displaystyle T'(\varphi )=\varphi \circ T,\quad (\varphi \in W')}
と定義され、汎関数 T'(φ) は V' に属する。対応 T ↦ T' は V から W への線型汎関数の空間から W' から V' への線型汎関数の空間への線型写像を定める。また、連続線型汎関数 T, U が合成できるとき
{\displaystyle (U\circ T)'=T'\circ U'}
が成り立つ。V と W がともにノルム空間ならば、転置写像 T' ∈ L(W', V') のノルムは T ∈ L(V, W) のそれと一致する。またハーン・バナッハの定理からいくつかの転置写像の性質が導かれる。例えば、有界線型写像 T の値域が稠密となる必要十分条件は、その転置  T' が単射となることである。
バナハ空間の間のコンパクト線型写像 T: V → W に対し、その転置 T' もまたコンパクトである。これはアルツェラ・アスコリの定理を用いて証明できる。
V がヒルベルト空間であるとき、V からその連続的双対 V' の上への逆転同型 iV が存在し、V 上の任意の有界線型写像 T に対して、その連続的転置 T' とエルミート共役 T∗ は
{\displaystyle i_{V}\circ T^{*}=T'\circ i_{V}}
なる関係で結ばれている。二つの位相線型空間の間の連続線型写像 T に対し、その転置 T' が連続となるのは、W' と V' の位相が「両立」するときである。例えば、V = W = X とし、両者の双対 X' にはともに X 上の有界集合上一様収束の位相（強位相） β(X', X) を入れたとき、あるいはともに X 上の各点収束の位相（弱-∗ 位相）σ(X', X) を入れたときなど。すなわち転置写像 T' は β(W', W) から β(V', V) への、あるいは σ(W', W) から σ(V', V) への連続線型写像となる。

## 零化域
W をノルム空間 V の閉線型部分空間とするとき、W の V′ における零化域 (annihilator) を
{\displaystyle W^{\perp }=\{\varphi \in V':W\subset \ker \varphi \}}
で定めると、商空間 V / W の双対は W⊥ と同一視され、かつ W の双対は商空間 V′ / W⊥ に同一視される。実際、P を V から商 V / W  への標準全射とすると、その転置 P′ は (V / W )′ から V′ への等距な同型写像であり、その値域は W⊥ に等しい。また j を W から V への標準単射とすると、その転置 j′ の核 ker(j′) = W^⊥ は W の零化域であり、
ハーン・バナッハの定理から j′ は等距同型 V′ / W⊥ → W′ を誘導する。

## 更なる性質
ノルム空間 V の双対空間が可分ならば空間 V もそうであるが、逆は必ずしも成り立たない。例えば、 ℓ 1 は可分だが、その双対 ℓ ∞ は可分でない。

## 双対空間位相
線型位相空間 V の位相と実数直線（あるいはガウス平面）の位相から、連続的双対 V′ 上の双対空間位相を誘導することができる。

## 二重双対空間
代数的双対の場合のアナロジーで、ノルム空間 V からその二重双対 V′′ への自然な連続線型写像 Ψ: V → V′′ が
{\displaystyle \Psi (x)(\varphi )=\varphi (x),\quad (x\in V,\,\varphi \in V')}
と置くことにより定まる。ハーン・バナッハの定理の帰結としてこの写像は実は等距、即ち V の各元 x に対して ||Ψ(x)|| = ||x|| を満たす。この写像 Ψ が全単射となるようなノルム空間は回帰的であると言う。
V がほかの位相線型空間であるときも同じ式によって、任意の x ∈ V に対する Ψ(x) を定義することができるがいくつかの障害が生じる。一つは V が局所凸でないとき、その連続的双対が {0} となり写像 Ψ が自明になってしまうことが起こり得ることである。しかし V がハウスドルフかつ局所凸ならば写像 Ψ は V からその連続的双対の代数的双対 V′∗ への単射となることが、ふたたびハーンバナッハの定理の帰結として得られる。
いま一つは、局所凸となる場合であっても、連続的双対 V′ の上に自然なベクトル空間の位相が複数存在しえて、それ故に連続的二重双対 V′′ を集合として一意に定義することができないことである。つまり、Ψ が V を V′′ に写すとか、あるいは Ψ(x) が任意の x ∈ V に対して連続であるなどと言うために、V′ の位相に関する合理的な最低限の要求として、評価写像
{\displaystyle \varphi \in V'\mapsto \varphi (x),\quad (x\in V)}
が連続となる V′ 上の位相を選ばなければならない。さらに言えば、V′′ 上の位相を選んで Ψ が連続となったとしても、その連続性は位相の選び方に依存する。そういった結果として、この枠組みにおける回帰性は、ノルム空間の場合におけるよりも重要なものとなる。